# Howard Charles (actor)
Howard Charles es un actor británico, conocido por haber interpretado a Porthos en la serie The Musketeers.

## Biografía
Se entrenó en el "Drama Centre London" y obtuvo el premio "Lady Rothermere Drama Award", así como la beca "Leverhulme".

## Carrera
En 2012 apareció como invitado en el sexto episodio de la primera temporada de la serie Switch.
En enero de 2014 se unió al reparto de la serie The Musketeers, donde interpretaba al mosquetero Porthos, hasta el final de la serie en agosto de 2016.
En 2015 se unió al elenco del videojuego "Need For Speed" representando al personaje "Manu".
En el 2022 se le introdujo a la serie Topboy como Curtis Mamañema.

## Filmografía

### Series de televisión
| Año         | Título           | Personaje | Notas                              |
| ----------- | ---------------- | --------- | ---------------------------------- |
| 2014 - 2016 | The Musketeers   | Porthos   | 30 episodios (personaje principal) |
| 2012        | Switch           | Jack      | Episodio # 1.6                     |
| 2008        | Beautiful People | Kylie     | Episodio "How I Got My Tongs"      |
| -           | The Warm Up Guy  | Marty     | -                                  |
| -           | Candy Chops      | Andy      | -                                  |

### Películas
| Año  | Título       | Personaje | Notas                                                                                             |
| ---- | ------------ | --------- | ------------------------------------------------------------------------------------------------- |
| 2013 | &Me          | Albert    | junto a Mark Waschke, Verónica Echegui, Teun Luijkx, Rafael Cebrián y Rossy de Palma              |
| 2012 | Black Forest | Conrad    | junto a Tinsel Korey, Dhaffer L'Abidine, Andy Clemence, Oliver James, Lally Percy y Sapphire Elia |
| 2011 | Sound        | Fynn      | corto - junto a Duran Fulton Brown y Stephen von Schreiber                                        |
| -    | Pank         | Rob       | corto                                                                                             |

### Videojuegos
| Año  | Juego          | Personaje | Notas                           |
| ---- | -------------- | --------- | ------------------------------- |
| 2015 | Need for Speed | Manu      | Prestó su voz para el personaje |

### Teatro
| Año  | Obra                          | Personaje            | Director (a)    | Teatro                | Notas                                                               |
| ---- | ----------------------------- | -------------------- | --------------- | --------------------- | ------------------------------------------------------------------- |
| 2012 | Blackta                       | Yellow               | David Lan       | Young Vic Theatre     | Junto a Daniel Francis, Anthony Welsh y Leo Wringer                 |
| 2011 | Macbeth                       | Malcolm              | Michael Boyd    | RSC Theatre           | Junto a Jonathan Slinger, Aislín McGuckin y Steve Toussaint         |
| 2011 | The Merchant of Venice        | Gratiano             | Rupert Goold    | RSC Theatre           | Junto a Patrick Stewart, Aidan Kelly, Scott Handy y Richard Riddell |
| 2010 | Enron                         | Oficial de Seguridad | Rupert Goold    | Royal Court Theatre   | Junto a Amanda Drew, Tim Pigott-Smith y Samuel West                 |
| 2009 | Painting a Wall               | -                    | Titus Halder    | Finborough Theatre    | Junto a Jacob Anderson, Peter Landi y Syrus Lowe                    |
| 2009 | The Hounding of David Oluwale | Jones/Chicke         | Dawn Walton     | Yorkshire Playhouse   | Junto a Ryan Early, Daniel Francis, Steve Jackson y Clare Perkins   |
| -    | Three Sisters                 | Rode                 | Sarah Frankcom  | Royal Exchane Theatre | -                                                                   |
| -    | The Local Stigmatic           | Ray                  | Roy Khalil      | -                     | -                                                                   |
| -    | Les Jeudis                    | Eric Boni Babba      | -               | Physical Theatre      | -                                                                   |
| -    | Measure for Measure           | Pompey               | James Kemp      | -                     | -                                                                   |
| -    | Taniko/Jasager/Neinsager      | En No Gyoja          | John White      | -                     | -                                                                   |
| -    | Le Cid                        | Rodrigo              | Edward Dick     | -                     | -                                                                   |
| -    | The Cherry Orchard            | Lopakin              | Alan Dunnett    | -                     | -                                                                   |
| -    | Filumena Marturano            | Michele              | James Kemp      | -                     | -                                                                   |
| -    | Twelfth Night                 | Orsino               | James Kemp      | -                     | -                                                                   |
| -    | The Winslow Boy               | Arthur Winslow       | Frankie Cograve | -                     | -                                                                   |
| -    | The Lunatic Queen             | Ludo                 | David Tucker    | -                     | -                                                                   |